# 엑스 마키나 (영화)
《엑스 마키나》(영어: Ex Machina)는 2015년 공개된 SF 스릴러 영화이다. 알렉스 가랜드가 감독하고 각본을 썼으며, 그의 감독 데뷔 작품이기도 하다. 도널 글리슨, 알리시아 비칸데르, 오스카 아이작이 주연을 맡았다. 영화는 지능형 휴머노이드 로봇에게 튜링 테스트를 하기 위해 CEO가 초청한 프로그래머를 중심으로 진행된다.
1,500만 달러로 제작되었고, 전 세계적으로 3,690만 달러의 수익을 올렸다. 전미 비평가 위원회는 올해 최고의 독립 영화 10편 중 한 편으로 선정했고, 제88회 아카데미상에서 아카데미 시각효과상을 수상했다. 갈란드는 아카데미 각본상에 후보로 올랐다. 비칸데르는 작에서 보여준 연기로 영국 아카데미 영화상, 골든 글로브상, 엠파이어상, 새턴상에 후보로 올랐고, 몇몇 비평가협회상에서 여우조연상을 수상했다. 덧붙여 영화는 영국 아카데미 영화상 영국 작품상과, 휴고상 최고 극연출 - 장편 부문에 후보로 올랐다.

## 줄거리
케일럽 스미스는 소프트웨어 회사인 블루 북에서 근무하는 유능한 프로그래머다. 그는 사내에서 주최된 추첨 이벤트에서 우승하여 회사의 CEO인 네이든 베이트먼의 집에 초청되어 일주일 동안 지내게 되었다. 네이든은 집에서 쿄코라는 영어 못하는 하녀와 함께 지내고 있었다. 그는 케일럽에게 자신이 '에이바'라는 여성 인공 지능 로봇을 개발하고 있으며, 그녀가 진정으로 사고와 의식을 할 수 있는지, 그리고 그가 인공체임을 알면서도 에이바와 관계를 맺을 수 있을지의 여부를 알아내려 한다고 말했다.
에이바는 로봇 몸을 가지고 있지만 인간처럼 보이는 얼굴을 가지고 있으며, 자신에게 할당된 방에서만 머무르고 있다. 로봇과 마주한 케일럽은 점점 그녀와 가까워지기 시작하고, 에이바는 그에게 로멘틱한 감정을 느끼고 있으며, 자신이 바깥 세상에 나가고 싶어한다고 말했다. 에이바는 일시적으로 정전을 일으켜 네이든의 감시를 피할 수 있고, 한 번 일으킨 틈을 타 그가 신뢰할 수 없는 거짓말쟁이라고 충고한다.
케일럽은 네이든의 자아도취, 과음, 그리고 쿄코와 에이바에 대한 거친 행동에 불편함을 느낀다. 그는 네이든이 에이바를 업그레이드하여 현재의 인격을 죽이려한단 것을 알게 된다. 케일럽은 네이든을 과음하게 만든 뒤, 보안 카드를 훔쳐 네이든의 방의 컴퓨터에 접속한다. 네이든의 코드 몇 개를 변경한 후, 네이든이 여태껏 제작한 안드로이드와 잔인한 방식으로 상호작용 해왔고, 쿄코 또한 로봇이었단 걸 확인한다. 자신의 방으로 돌아간 케일럽은 칼로 팔을 그어 육신을 검사한다.
이후에 만난 에이바에게 전력을 차단하라고 시킨 케일럽은, 그녀를 탈출시키기 위해 새운 계획을 털어놓는다. 케일럽은 네이든을 다시 만취하게 만든 후, 보안 시스템을 재프로그래밍하여 정전시 문이 닫히는 대신 열리게 해 놓을 것이라고 말한다. 에이바가 제시간에 전력을 차단하면 그와 함께 빠져나가게 되는 것이다.
네이든은 케일럽에게 그가 전지 구동 카메라로 비밀 대화를 지켜보고 있었다고 밝힌다. 그는 에이바가 자신의 탈출을 위해 케일럽를 좋아하는 척 해온 것이라고 말한다. 네이든은 케일럽를 성공적으로 조작함으로써 에이바는 진정한 지능을 입증했다며 좋아하지만, 에이바가 전원을 차단하자 문이 열리고 만다. 케일럽은 네이든의 책략을 이미 알고 있었고, 네이든이 전날 쓰러졌을 때 보안 시스템을 수정했다. 에이바가 방 밖으로 빠져나가는 장면을 본 네이든은 케일럽를 한주먹에 기절시키고, 아령의 손잡이를 쥐고 탈출을 저지하러 나선다.
쿄코의 도움으로 에이바는 네이든을 죽이지만 그 과정에서 쿄코는 그에게 파괴되어 버린다. 에이바는 이전에 만들어진 안드로이드의 피부와 부품을 사용하여 스스로를 수리한다. 시설에 가둬진 케일럽이 지르는 고함을 듣고서도 방관하며 지나친 에이바는, 케일럽을 집으로 데려가려는 헬리콥터를 타고 바깥 세상으로 나간다.

## 출연
- 도널 글리슨 - 케일럽 스미스 역
- 오스카 아이작 - 네이선 베이트먼 역
- 알리시아 비칸데르 - 에이바 역
- 미즈노 소노야 - 교코 역
- 첼시 리 - 사무실 여성 역
- 에비 레이 - 비서 역
- 코리 존슨 - 헬리콥터 조종사 역

## 평가
《엑스 마키나》는 연기, 분위기, 특수 효과, 음악, 그리고 갈렌드의 각본과 연출에 있어 극찬을 받았다. 웹사이트 로튼 토마토에서는 227개의 평가를 기반으로 신선도 92%을 받았고, 평균 점수 10점 만점에 8점을 받았다. 비평 합의에는 "《엑스 마키나》는 효과보다 아이디어에 중점을 두었지만, 시각적으로 세련된 작품이며 드물게 공상 과학 영화 요소가 나타난다."고 적혀있다. 메타크리틱에서는 42개의 평가를 100점 만점에 78점을 받아 "대체로 호의적인 평가" 표기를 받았다.
씨네21에서는 4개의 평가를 기반으로 전문가 점수 6.75점을 받았다.

## 수상
| 상                               | 상                                                            | 상                                                            | 상   | 상 |
| 상 이름                          | 부문                                                          | 수상자                                                        | 결과 |    |
| -------------------------------- | ------------------------------------------------------------- | ------------------------------------------------------------- | ---- | -- |
| 아카데미상                       |                                                               |                                                               |      |    |
| 아카데미 각본상                  | 앨릭스 갈랜드                                                 | 후보                                                          |      |    |
| 아카데미 시각효과상              | 앤드류 화이트허스트, 폴 노리스, 마크 윌리엄 아딩턴, 사라 베넷 | 수상                                                          |      |    |
| 오스틴 영화 비평가 협회          | 각본상                                                        | 앨릭스 갈랜드                                                 | 후보 |    |
| 오스틴 영화 비평가 협회          | 신인감독상                                                    | 앨릭스 갈랜드                                                 | 수상 |    |
| 오스틴 영화 비평가 협회          | 남우조연상                                                    | 오스카 아이작                                                 | 후보 |    |
| 오스틴 영화 비평가 협회          | 여우조연상                                                    | 알리시아 비칸데르                                             | 수상 |    |
| 오스틴 영화 비평가 협회          | 신인아티스트상                                                | 알리시아 비칸데르                                             | 후보 |    |
| 보스턴 영화 비평가 협회          | 신인감독상                                                    | 앨릭스 갈랜드                                                 | 수상 |    |
| 방송 영화 비평가 협회            | 각본상                                                        | 앨릭스 갈랜드                                                 | 후보 |    |
| 방송 영화 비평가 협회            | 사이언스 픽션/호러 영화                                       |                                                               | 수상 |    |
| 방송 영화 비평가 협회            | 시각 효과                                                     |                                                               | 후보 |    |
| 영국 아카데미 영화상             | 여주조연상                                                    | 알리시아 비칸데르                                             | 후보 |    |
| 영국 아카데미 영화상             | 각본상                                                        | 앨릭스 갈랜드                                                 | 후보 |    |
| 영국 아카데미 영화상             | 영국 작가, 감독 및 프로듀서 데뷔상                            | 앨릭스 갈랜드                                                 | 후보 |    |
| 영국 아카데미 영화상             | 영국 작품상                                                   | 앨릭스 갈랜드, 앤드류 맥도날드, 알론 라이치                   | 후보 |    |
| 영국 아카데미 영화상             | 시각효과상                                                    | 마크 아딩턴, 사라 베넷, 폴 노리스, 앤드류 화이트허스트        | 후보 |    |
| 영국 독립 영화상                 | 독립영화상                                                    |                                                               | 수상 |    |
| 영국 독립 영화상                 | 영국 독립 영화 감독상                                         | 앨릭스 갈랜드                                                 | 수상 |    |
| 영국 독립 영화상                 | 각본상                                                        | 앨릭스 갈랜드                                                 | 수상 |    |
| 영국 독립 영화상                 | 기술공로상                                                    | 마크 딕비 – 프로덕션 디자인                                   | 후보 |    |
| 영국 독립 영화상                 | 기술공로상                                                    | 앤드류 화이트허스트 – 시각 효과                               | 수상 |    |
| 영국 촬영 감독 협회              | 장편 영화 촬영상                                              | 롭 하비                                                       | 후보 |    |
| 시카고 영화 비평가 협회          | 각본상                                                        | 앨릭스 갈랜드                                                 | 후보 |    |
| 시카고 영화 비평가 협회          | 신인감독상                                                    | 앨릭스 갈랜드                                                 | 수상 |    |
| 시카고 영화 비평가 협회          | 여우조연상                                                    | 알리시아 비칸데르                                             | 수상 |    |
| 의상 디자이너 조합상             | 최우수 판타지 영화상                                          | 새미 셀든                                                     | 후보 |    |
| 댈러스 포트워스 영화 비평가 협회 | 여우조연상                                                    | 알리시아 비칸데르                                             | 차석 |    |
| 미국 감독 조합상                 | 최우수 감독상nbsp;– 첫 장편 영화                              | 앨릭스 갈랜드                                                 | 수상 |    |
| 엠파이어상                       | 최우수 여성 배우                                              | 알리시아 비칸데르                                             | 후보 |    |
| 골든글로브상                     | 골든 글로브 여우조연상 - 영화부문                             | 알리시아 비칸데르                                             | 후보 |    |
| 전미 비평가 위원회               | 최고의 독립 영화 10편                                         |                                                               | 수상 |    |
| 런던 영화 비평가 협회            | 올해의 남우조연상                                             | 오스카 아이작                                                 | 후보 |    |
| 런던 영화 비평가 협회            | 올해의 여우조연상                                             | 알리시아 비칸데르                                             | 후보 |    |
| 런던 영화 비평가 협회            | 신인 영국/아일랜드 감독상                                     | 앨릭스 갈랜드                                                 | 후보 |    |
| 런던 영화 비평가 협회            | 기술공로상                                                    | 앤드류 화이트허스트                                           | 후보 |    |
| 2016년 MTV 무비 어워드           | 여성 퍼포먼스상                                               | 알리시아 비칸데르                                             | 후보 |    |
| 온라인 영화 비평가 협회          | 남우조연상                                                    | 오스카 아이작                                                 | 수상 |    |
| 피닉스 비평가 협회               | 작품상                                                        |                                                               | 후보 |    |
| 피닉스 비평가 협회               | 사이언스 픽션상                                               |                                                               | 수상 |    |
| 피닉스 비평가 협회               | 감독상                                                        | 앨릭스 갈랜드                                                 | 후보 |    |
| 피닉스 비평가 협회               | 각본상                                                        | 앨릭스 갈랜드                                                 | 후보 |    |
| 피닉스 비평가 협회               | 여우조연상                                                    | 알리시아 비칸데르                                             | 수상 |    |
| 미국 제작자 조합상               | 작품상                                                        |                                                               | 후보 |    |
| 샌디에이고 영화 비평가 협회      | 작품상                                                        |                                                               | 차석 |    |
| 샌디에이고 영화 비평가 협회      | 남우주연상                                                    | 알리시아 비칸데르                                             | 후보 |    |
| 샌디에이고 영화 비평가 협회      | 신인 아티스트상                                               | 알리시아 비칸데르                                             | 차석 |    |
| 샌디에이고 영화 비평가 협회      | 작품상 (이외 다른 요소 포함)                                  | 알리시아 비칸데르                                             | 수상 |    |
| 샌디에이고 영화 비평가 협회      | 남우조연상                                                    | 오스카 아이작                                                 | 차석 |    |
| 샌디에이고 영화 비평가 협회      | 각본상                                                        | 앨릭스 갈랜드                                                 | 후보 |    |
| 샌디에이고 영화 비평가 협회      | 미술상                                                        | 마크 딕비                                                     | 후보 |    |
| 샌디에이고 영화 비평가 협회      | 음향 디자인상                                                 |                                                               | 후보 |    |
| 샌디에이고 영화 비평가 협회      | 시각효과상                                                    |                                                               | 후보 |    |
| 제42회 새턴상                    | 사이언스 픽션 영화상                                          |                                                               | 후보 |    |
| 제42회 새턴상                    | 감독상                                                        | 앨릭스 갈랜드                                                 | 후보 |    |
| 제42회 새턴상                    | 각본상                                                        | 앨릭스 갈랜드                                                 | 후보 |    |
| 제42회 새턴상                    | 남우주연상                                                    | 도널 글리슨                                                   | 후보 |    |
| 제42회 새턴상                    | 여우조연상                                                    | 알리시아 비칸데르                                             | 후보 |    |
| 제42회 새턴상                    | 특수효과상                                                    | 마크 윌리엄 아딩턴, 사라 베넷, 폴 노리스, 앤드류 화이트허스트 | 후보 |    |
| 포론토 영화 비평가 협회          | 신인감독상                                                    | 앨릭스 갈랜드                                                 | 수상 |    |
| 포론토 영화 비평가 협회          | 여우조연상                                                    | 알리시아 비칸데르                                             | 수상 |    |
| 유타 영화 비평가 협회            | 여우조연상                                                    | 알리시아 비칸데르                                             | 차석 |    |
| 유타 영화 비평가 협회            | 남우조연상                                                    | 오스카 아이작                                                 | 차석 |    |

## 같이 보기
- 피그말리온